# Prozessionsspinner

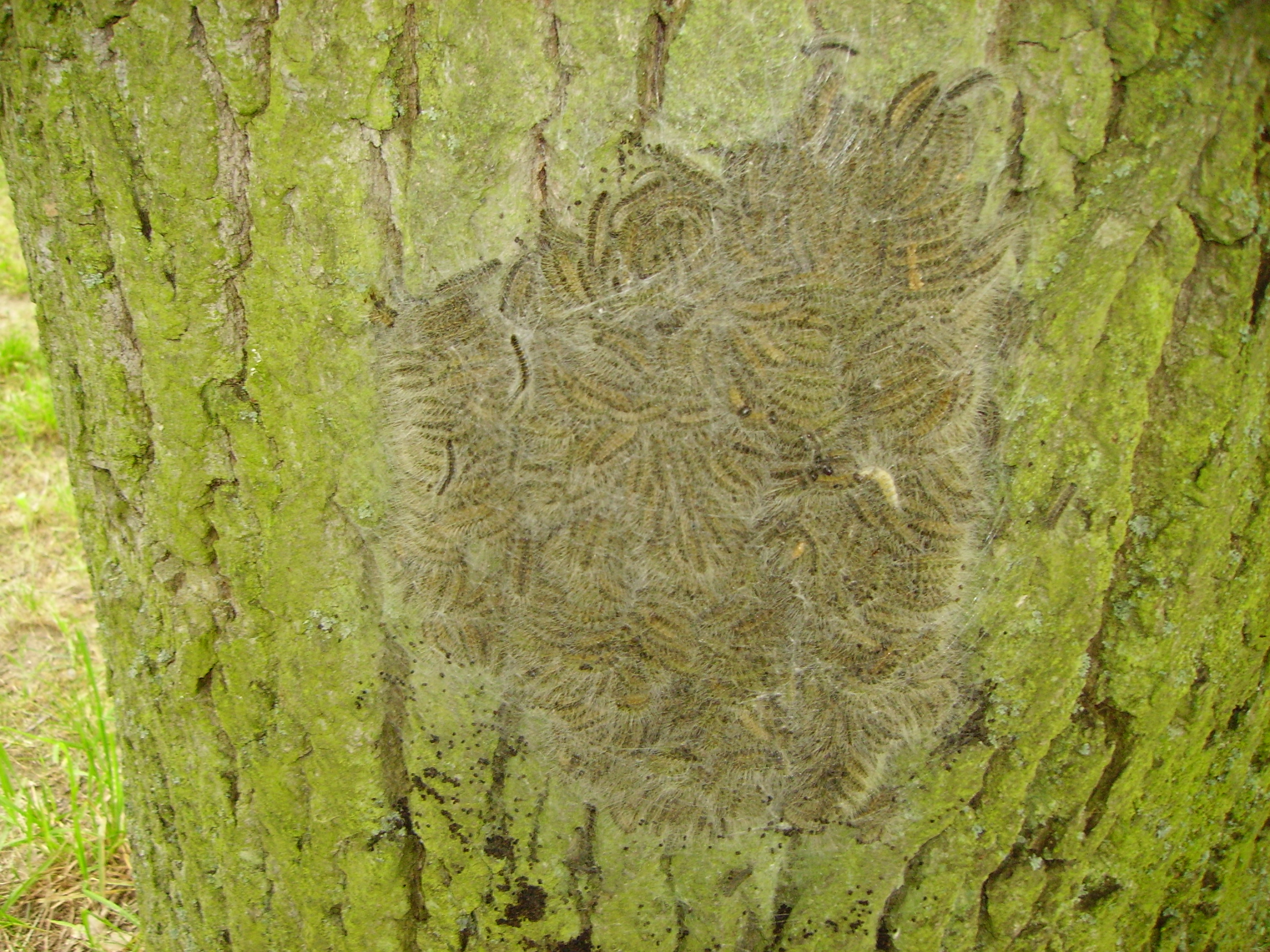
Raupen des Eichen-Prozessionsspinners

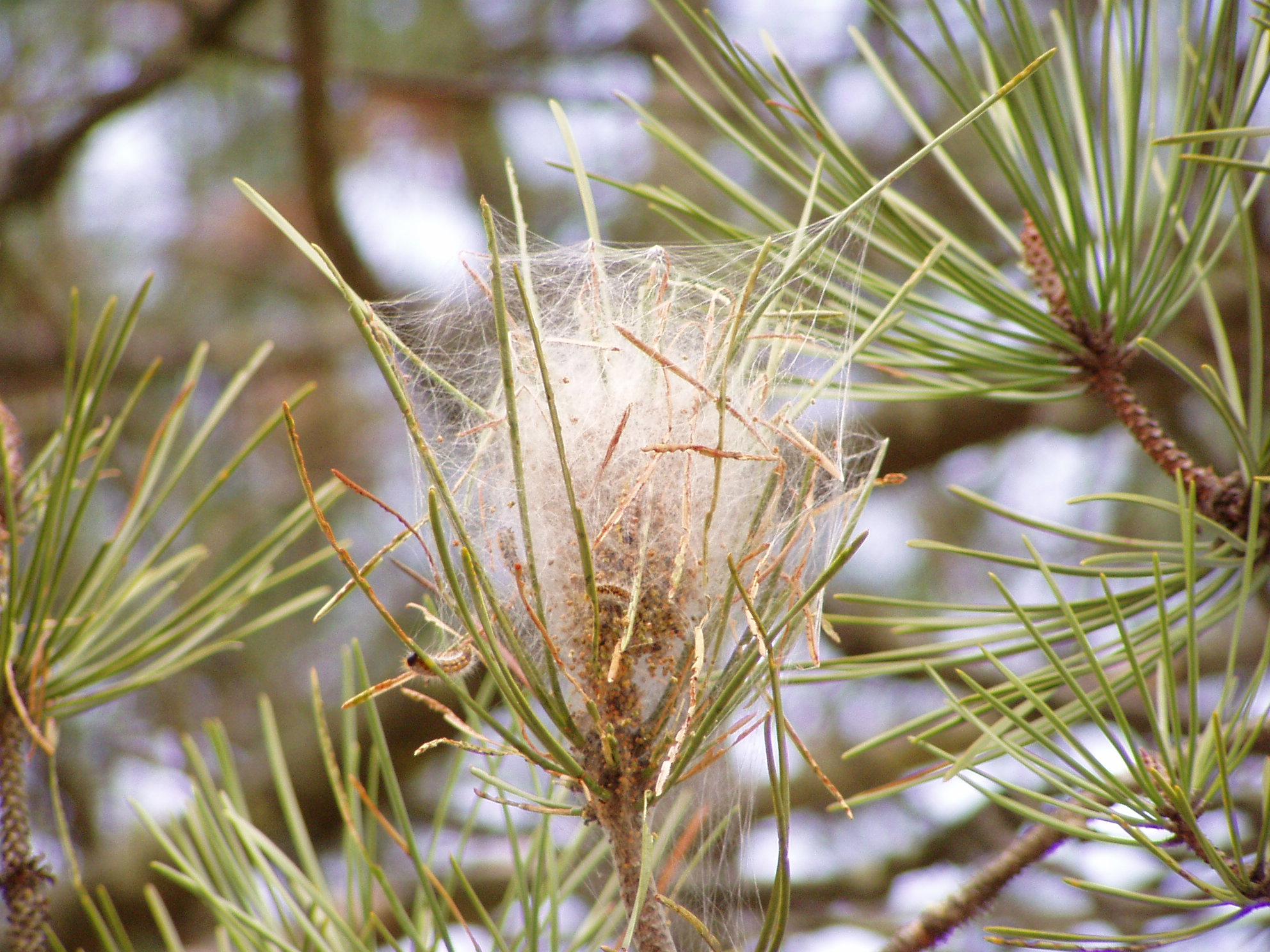
Gespinst von Raupen des Pinien-Prozessionsspinners

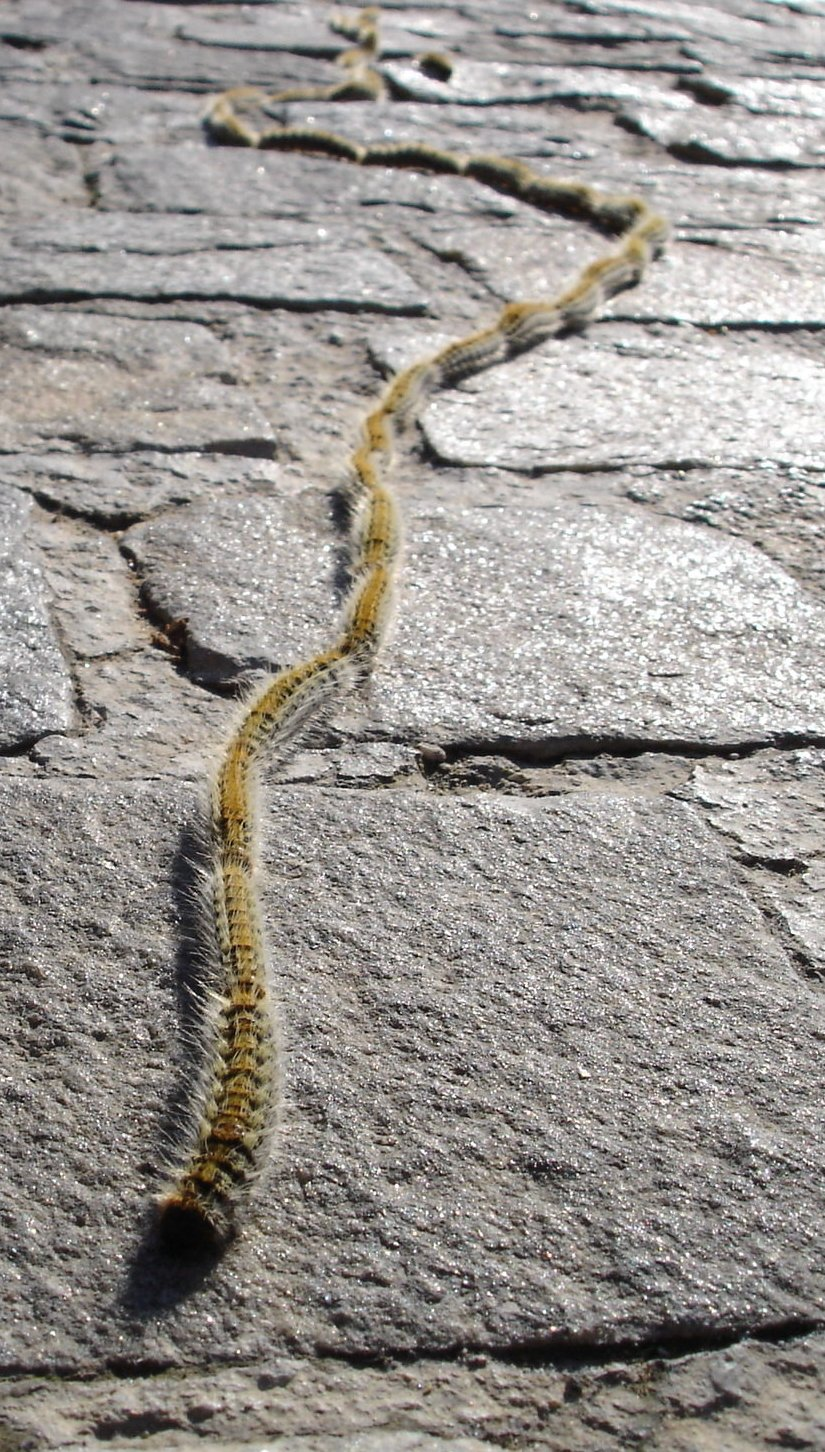
Raupen des Pinien-Prozessionsspinners in Prozession

Die Prozessionsspinner (Thaumetopoeinae) sind eine Unterfamilie der Zahnspinner (Notodontidae), die zur Ordnung der Schmetterlinge (Lepidoptera) gehören. Von ihnen sind ungefähr 100 Arten aus der Alten Welt bekannt, die vor allem in Afrika, dem Mittelmeerraum und Südeuropa und östlich bis nach Indien und in Australasien vorkommen. Die Prozessionsspinner werden von manchen Autoren als eigene Familie (Thaumetopoeidae) betrachtet. Sie stehen zu allen anderen Zahnspinnern in einem Schwesternverhältnis.

## Merkmale
Zwar unterscheiden sich die Falter der einzelnen Arten im Aussehen zum Teil erheblich, doch gibt es einige charakteristische Merkmale: sklerotisierte Stirnvorsprünge und eine anale Bursa copulatrix (Begattungstasche) am Hinterleibsende der Weibchen.
Ihr Saugrüssel ist zurückgebildet oder fehlt ganz. Auch die Labialpalpen sind meist zurückgebildet und klein. Die Fühler beider Geschlechter sind stark gekämmt.
Die Raupen sind mit nesselnden Brennhaaren besetzt. Die langen Haare sind im Gegensatz zu den kurzen ungefährlich. Letztere können in die Haut des Menschen eindringen, wo sie heftige allergische Reaktionen hervorrufen. Die Raupen werden auch Nesselraupen, Haarraupen, Nesselwürmer oder Zugraupen genannt.

## Lebensweise
Die Raupen ernähren sich von einer Vielzahl verschiedener Pflanzen, dabei handelt es sich aber vor allem um
Hundsgiftgewächse (Apocynaceae), Hülsenfrüchtler (Fabaceae), Myrtengewächse (Myrtaceae) und Sterkuliengewächse (Sterculiaceae). Manche Arten leben gemeinsam, manchmal auch in Gespinsten. Sie machen sich nachts auf Futtersuche und wandern hintereinander in Prozessionen. Deswegen hat die Unterfamilie ihren deutschen Namen. Man kann diese hintereinandergereihten Raupen aber auch tagsüber beobachten.
Die Verpuppung findet in einem dichten Kokon statt, die bei den Arten der Gattung Anaphe zu großen Gespinsten miteinander verwoben werden.
Manche Arten können bei starkem Auftreten Schäden verursachen, sie werden deswegen in manchen Gebieten systematisch bekämpft.

## Gefahren durch Prozessionsspinnerraupen
Die sehr feinen Brennhaare der Raupe, welche ein Gift enthalten, können eine Raupendermatitis auslösen. Beim Menschen können sie starke Hautreizungen und Allergien, Asthma etc. hervorrufen, beim Hund, wenn er mit der Nase und der Schnauze Kontakt aufnimmt, unter Umständen schwerste Vergiftungen in der Schnauze.

## Systematik
In Europa sind die Prozessionsspinner mit sechs Arten vertreten, von denen drei auch in Mitteleuropa vorkommen:
- Herkules-Prozessionsspinner Thaumetopoea herculeana (Rambur, 1840)
- Eichen-Prozessionsspinner Thaumetopoea processionea (Linnaeus, 1758)
- Pistazien-Prozessionsspinner Thaumetopoea solitaria (Freyer, 1838)
- Kiefern-Prozessionsspinner Thaumetopoea pinivora (Treitschke, 1834)
- Pinien-Prozessionsspinner Thaumetopoea pityocampa (Denis & Schiffermüller, 1775)
- Thaumetopoea wilkinsoni Tams, 1926 Der taxonomische Status der Art ist unklar, vermutlich handelt es sich um eine Unterart von Thaumetopoea pityocampa.

### Außereuropäische Arten (Auswahl)
- Zedern-Prozessionsspinner Traumatocampa bonjeani (Powell, 1922)